# 703
703 је била проста година.

## Догађаји
- Византијско-арапски ратови: Омајадска војска под Абдаллахом ибн Абд ал-Маликом заузима Мопсуестију у Киликији од Византинаца и обнавља је, чинећи је првим великим муслиманским упориштем у области која ће касније постати Тхугхур.
- Муса ибн Нусаир, гувернер Ифрикије (западна Либија), гради муслиманску флоту да би напао византијску морнарицу и освојио острва Ибица, Мајорка и Менорка.
- Фароалд II, војвода од Сполета, напада Равенски Егзархат у Италији, након смрти свог оца Трасимунда I. Лангобардски краљ Ариперт II, желећи добре односе са Византијским царством и папством, одбија да му помогне.
- Високи краљ Лоингсех Мак Енгусо и његове снаге су разбијени током инвазије на Конахт (Ирска). Убили су га људи краља Целаха Мак Рогалаига.
- Вилфрид, англосаксонски бискуп, поново путује у Рим, и папа га подржава у његовој борби да задржи своју столицу у Јорку. На свом путу Вилфрид се зауставља у Фризији (модерна Холандија), да посети Вилиброрд.
- Илија I постаје католикос свих Јермена.